# Las Lajas
Las Lajas ist die Hauptstadt des Departamento Picunches in der Provinz Neuquén im Südwesten Argentiniens. Der Ort gehört in der Klassifikation der Gemeinden der Provinz Neuquén zu den Gemeinden der 2. Kategorie. 

## Geschichte
Das Gründungsdatum ist der 8. Februar 1895.